# والتر بيكو
والتر بيكو (بالإسبانية: Walter Pico)‏ هو لاعب كرة قدم أرجنتيني في مركز الوسط، ولد في 18 مارس 1969 في هايدو في الأرجنتين. لعب مع فيليز سارسفيلد ونادي إيميلك.